# Le Chant du destin
Pour plus de détails, voir Fiche technique et Distribution.
Le Chant du destin (Twist of Faith) est un téléfilm biographique américain réalisé par Paul A. Kaufman, produit par Lifetime et diffusé le 9 février 2013 sur la chaine Lifetime.
Il obtient une première diffusion française le 20 juillet 2018 sur TF1.

## Synopsis
Quand sa famille est abattue dans un bus, un homme de foi quitte tout pour faire son deuil. Errant alors dans une petite ville, il est recueilli par un prêtre qui le loge dans son église. À côté de ce monument, vit Nina Jones et son fils, dont la rencontre va bouleverser son existence.

## Distribution
- Toni Braxton : Nina Jones
- David Julian Hirsh : Jacob Fisher
- Mykelti Williamson : oncle Moe
- Nathaniel J. Potvin : Asher Jones